# A cambio de nada
A cambio de nada è un film del 2015 diretto da Daniel Guzmán.